# Let There Be Rock (міжнародний)
Let There Be Rock — третій міжнародний студійний альбом австралійського хард-рок гурту AC/DC, презентований 25 липня 1977 року. Від однойменного альбому, випущеного в Австралії, цей альбом відрізняється лише однією піснею (замість «Crabsody In Blue» додано «Problem Child») та обкладинкою.

## Список композицій

### Сторона А
| #  | Назва                           | Тривалість |
| -- | ------------------------------- | ---------- |
| 1. | «Go Down» (Length 5:18 (вініл)) | 5:31       |
| 2. | «Dog Eat Dog»                   | 3:34       |
| 3. | «Let There Be Rock»             | 6:06       |
| 4. | «Bad Boy Boogie»                | 4:27       |

### Сторона Б
| #  | Назва                                                | Тривалість |
| -- | ---------------------------------------------------- | ---------- |
| 1. | «Problem Child»                                      | 5:24       |
| 2. | «Overdose»                                           | 6:09       |
| 3. | «Hell Ain't a Bad Place to Be» (Length 4:21 (вініл)) | 4:14       |
| 4. | «Whole Lotta Rosie»                                  | 5:24       |

## Позиції в чартах
| Рік  | Країна          | Чарт                                      | Позиція |
| ---- | --------------- | ----------------------------------------- | ------- |
| 1977 | Австралія       | Australian Kent Music Report Albums Chart | 19      |
| 1977 | США             | Billboard 200                             | 154     |
| 1977 | Велика Британія | UK Albums Chart                           | 17      |
| 1977 | Швеція          | Sverigetopplistan                         | 29      |
| 1977 | Нідерланди      | MegaCharts                                | 10      |
| 1977 | Нова Зеландія   | New Zealand Albums Chart                  | 42      |

## Продажі
| Країна          | Продажі   | Статус        |
| --------------- | --------- | ------------- |
| США             | 2,000,000 | 2x Платиновий |
| Німеччина       | 100,000   | Золотий       |
| Велика Британія | 60,000    | Срібний       |

## Музиканти
- Бон Скотт — вокал
- Анґус Янґ — електрогітара
- Малколм Янґ — ритм-гітара, бек-вокал
- Марк Еванс — бас-гітара
- Філ Радд — барабани